# 南洲寺
南洲寺（なんしゅうじ）は、鹿児島県鹿児島市南林寺町にある臨済宗相国寺派の寺。1876年（明治9年）10月、相国寺の管長・荻野独園により大本山相国寺仮出張布教所として設立。1879年（明治12年）1月、旧松原山南林寺の一角に移転後、相国寺鹿児島別院として建立。1907年（明治40年）、すでに亡くなっている南洲翁（西郷隆盛）を勧請開基とし南洲寺と改名。

## 所蔵文化財
- 月照墓 - 鹿児島湾で入水自殺した清水寺僧侶であった月照の墓。鹿児島市郊外にある西郷家墓地から1882年（明治15年）移転。
- 不動明王像 - 鹿児島県指定文化財[2][3]。もとは伊敷村（現：鹿児島市伊敷）にあった。